# Sword of Sodan
Sword of Sodan (Japans: "ソード オブ ソダン") is een computerspel dat werd ontwikkeld en uitgegeven door Discovery Software International. Het spel kwam is een side scrolling actiespel. Het spel kwam in 1989 uit voor de Commodore Amiga. Later volgde ook de platforms Sega Mega Drive en Macintosh. De speler speelt tyrannous Zoras the Necromancer en moet de dood van zijn vader vergelden. Het karakter kan verschillende sprong en zwaardtechnieken met een bepaalde slagkracht uitvoeren. Bij rake klappen krijgt de speler punten. Het karakter heeft een beperkt aantal levens. Het spel telt elf levels. Het spel bevat spraak, gedigitaliseerd geluid en is bekend om zijn vrij grote sprites.

## Platform
| Platform        | Jaar |
| --------------- | ---- |
| Amiga           | 1989 |
| Sega Mega Drive | 1990 |
| Macintosh       | 1993 |

## Ontvangst
| Beoordeeld door                | Platform        | Datum             | Score |
| ------------------------------ | --------------- | ----------------- | ----- |
| Retrogaming.it                 | Amiga           | 22 februari 2008  | 70%   |
| Mean Machines                  | Sega Mega Drive | februari 1991     | 59%   |
| Computer and Video Games (CVG) | Sega Mega Drive | maart 1991        | 57%   |
| Power Play                     | Amiga           | maart 1989        | 32%   |
| Sega-16.com                    | Sega Mega Drive | 15 juli 2004      | 30%   |
| HonestGamers                   | Sega Mega Drive | 1998              | 30%   |
| Power Play                     | Sega Mega Drive | april 1991        | 25%   |
| GameHall                       | Sega Mega Drive | 13 maart 2006     | 12%   |
| SEGA-Mag (Objectif-SEGA)       | Sega Mega Drive | 23 september 2010 | 10%   |
| The Video Game Critic          | Sega Mega Drive | 10 mei 2003       | 0%    |